# Batomys salomonseni
Batomys salomonseni är en däggdjursart som först beskrevs av Sanborn 1953.  Batomys salomonseni ingår i släktet Batomys, och familjen råttdjur. Inga underarter finns listade i Catalogue of Life.
Denna gnagare når en kroppslängd (huvud och bål) av 14 till 19 cm, en svanslängd av 13 till 16,5 cm och en vikt av 143 till 255 g. Bakfötterna är 3,3 till 4,1 cm långa och öronen är 1,9 till 2,4 cm stora. Den långa, fluffiga och ulliga pälsen har på ovansidan en rödbrun färg. Jämförd med Batomys granti är pälsen intensivare färgad på huvudet och på bålens sidor. Det saknas en tydlig gräns mot den ljusbruna undersidan. Kring ögonen förekommer en smal ring med naken hud som är mörk och vid ringens kanter finns svarta hår. Batomys salomonseni har vita händer och fötter men en mörkare fläck kan finnas på bakfötternas ovansida. Den mörkbruna svansen är täckt med fjäll och hår. Honans två par spenar ligger vid ljumsken. Arten har en diploid kromosomuppsättning med 52 kromosomer (2n=52).
Detta råttdjur förekommer på centrala och södra Filippinerna. Arten vistas i bergstrakter som är 1200 till 2400 meter höga. Habitatet utgörs av fuktiga skogar och andra bergsskogar.
Individerna är aktiva under natten samt under skymningen och de vistas på marken. Dräktiga honor med en eller två embryo registrerades i mars.
Beståndet hotas i begränsade regioner av skogens omvandling till odlingsmark eller av gruvdrift. Hela populationen anses vara stabil. IUCN kategoriserar arten globalt som livskraftig.